# Orgue du Gaumont-Palace
L'orgue du Gaumont-Palace est l’orgue de cinéma du Gaumont-Palace. Il fut construit en 1931.

## Histoire

### Cinéma du Gaumont-Palace à Paris 18°
L'orgue « Christie » fut construit en 1930 par la manufacture anglaise Hill, Norman and Beard Limited (en) à Norwich et installé en 1932 dans la salle du Gaumont-Palace à Paris. Les facteurs d’orgues d’église sont William Hill and Son, Norman and Beard ; sir John Christie de Glyndebourne, détenteur de la majorité des parts de Hill, assurant le financement de la branche theatre organs. 
Le principe de l’orgue de cinéma a été inventé par Robert Hope-Jones. Le principe était d’allier à l’orgue traditionnel différents instruments d’orchestre tels que le xylophone, les cloches, les pianos, les tambours, etc. Commandés depuis les claviers de la console, les effets spéciaux apparurent très vite afin de pouvoir bruiter les films encore muets à cette époque.
Deux autres orgues de ce type, construits par la célèbre firme Wurlitzer, existaient dans les cinémas Madeleine (transporté en 1937 au Stanford Hall, Loughborough, UK) et Paramount-Opéra (disparu).
Arrivé un peu tard (le cinéma parlant était déjà inventé depuis trois ans), l’orgue n’a servi que d’attraction aux entractes et entre les séances. L’organiste le plus connu était Tommy Desserre, qui avait comme autre poste l’orgue de chœur de Montmartre. Deux 33 tours principaux paraîtront, l'un par Tommy Desserre au cours de son implantation cinématographique, le deuxième par Gilbert Leroy juste avant son démontage.
En 1939, une série d'enregistrements sur 78 tours a été réalisée par l'organiste Georges Ghestem et le chef d'orchestre Georges Tzipine, faisant entendre le grand orchestre du Gaumont-Palace au grand complet et l'orgue Christie (dont il s'agit probablement des tout premiers enregistrements). Longtemps oubliés et jamais réédités, ils ont été récemment numérisés et restaurés par les éditions Hortus (« Rendez-vous au Gaumont-Palace »). 
Fin 1972, le Gaumont-Palace fermait ses portes. C’est alors que l’on prit conscience de la valeur du Christie, et il fut démonté par un passionné (Alain Villain) aidé d’un facteur d’orgues (J. Probst).
L’orgue fait l’objet d'un classement au titre des monuments historiques depuis le 28 mars 1977, de manière qu’il ne quitte pas la France.
Il reste d'ailleurs l'un des seuls orgues de cinéma conservés en France qui ne soit ni démoli, ni racheté par l'Angleterre, pays restant très friand de cet instrument, que beaucoup d'artistes continuent de faire vivre.

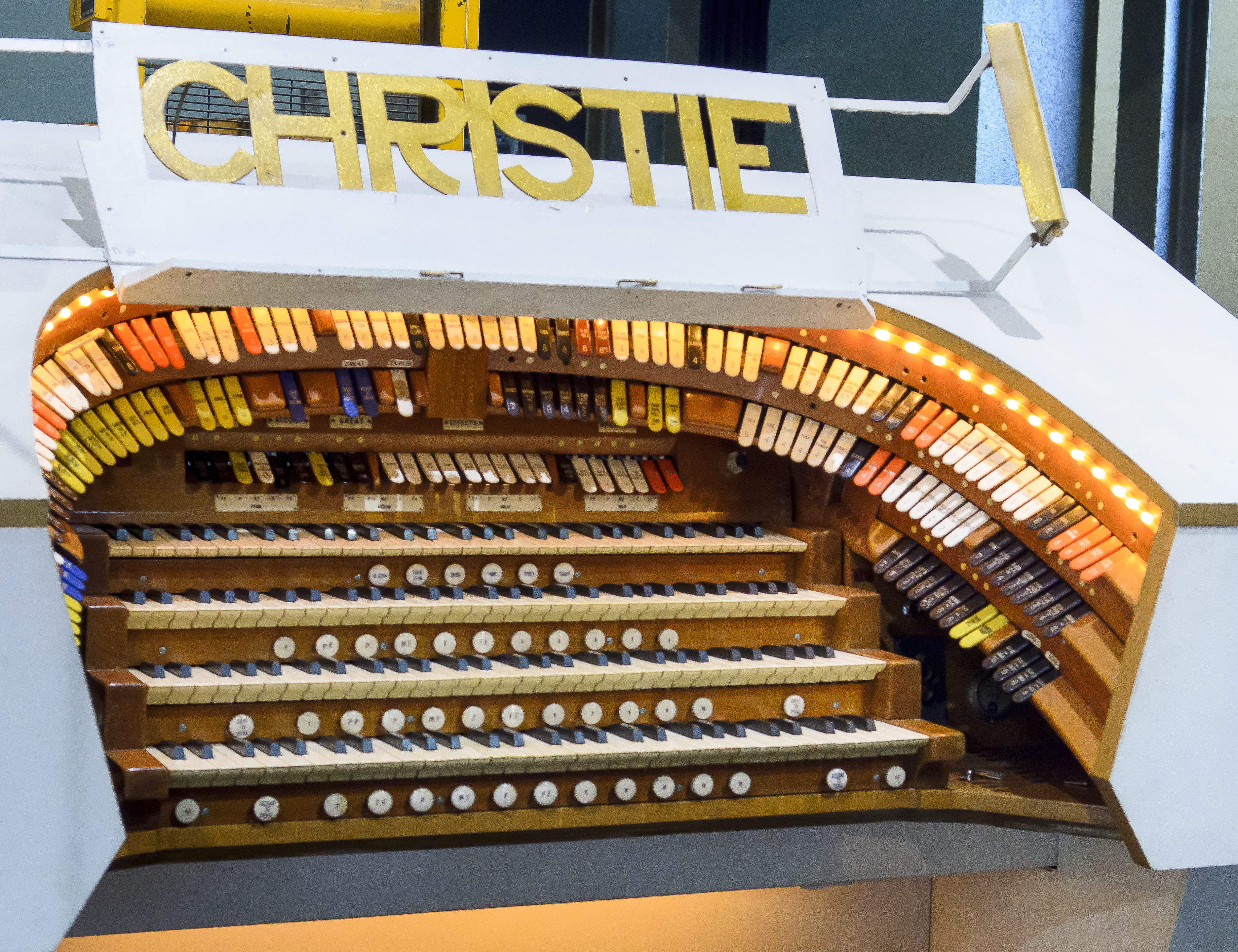
La console de l'orgue Christie

### Pavillon Baltard à Nogent-sur-Marne
En 1976, le Christie était mis aux enchères et acquis par la municipalité de Nogent-sur-Marne, cet orgue a été remonté intégralement au pavillon Baltard, après restauration. Il fut inauguré le 6 février 1980 par Pierre Cochereau, Tommy Desserre, Gilbert Leroy et Simone Bernard.
Plusieurs concerts notamment à son installation au Baltard en 1976 ont eu lieu, puis avec John Mann et même Rhoda Scott en 1988. Bernard Dargassies en devint le plus récent principal titulaire, assurant même sa maintenance et enregistrant un disque en 1991.
Assez peu modifié durant sa courte existence (une réharmonisation s’imposait car il était sous-dimensionné par rapport à la grande salle), il est augmenté d'un rang (Post-Horn en remplacement de l’ancienne chamade) par Bernard Dargassies, mais perdra son système électromécanique d’origine, par manque de place au Pavillon, au profit d'un combinateur électronique et d’une transmission Solid State. 
La ville a programmé des travaux d'entretien en 2013, en prévision de ciné-concerts au printemps 2014. Malheureusement, ces soirées demanderaient de faire fonctionner le pavillon dans un but culturel et non financier. Elles ont donc toujours été annulées jusqu'à présent.
L'Association pour la Valorisation et le Rayonnement de l'Orgue de Cinéma, formée fin 2010, tente de promouvoir sa renaissance et organise, à compter du mois d'octobre 2015, des soirées rencontres à la Maison des Associations de Nogent-sur-Marne (tous les 2e jeudi du mois à 20h30).

## Composition
Sur 4 claviers et pédalier, il contient 14 rangs : Diaphone, Tibia, Open Diapason, Concert Flute, Bourdon, Viole d’orchestre, Viole d’Amour, Viole céleste II, Tuba, Clarinette, Post-Horn, Vox Humana, Saxophone + Marimba, Xylophone, Glockenspiel, Cathedral Chimes, Snare Drum, Tom-tom, Wood Block, Tambourin, Castagnettes, Cymbale, Chinese Block, Triangle, Oiseau et Sirène.